# Luis Álvarez Piñer
Luis Álvarez Piñer, poeta y ensayista español nacido el 10 de febrero de 1910 en Gijón y fallecido el 26 de julio de 1999 en Madrid
perteneciente a la Generación del 36. Premio Nacional de Poesía en 1991.

## Biografía
En 1928, con 18 años conoce a Gerardo Diego, profesor suyo en el Instituto Jovellanos de Gijón, comenzando una amistad que duraría toda la vida. Publica sus primeros poemas en la revista Carmen, dirigida por Gerardo Diego, una de las más emblemáticas de los poetas de la Generación del 27, de la que Piñer fue también secretario y administrador. 
En 1936 ve la luz su primer poemario, Suite alucinada, muy influenciado por el creacionismo, movimiento en el que el poeta se inscribe en esos momentos, junto con Gerardo Diego y el poeta Juan Larrea.
Tras la Guerra Civil, es encarcelado en varias ocasiones por haber pertenecido al bando republicano; tras salir de prisión trabaja como profesor de literatura de ciclo medio en Orense, donde funda la revista Posío y crea un círculo literario con alumnos y exalumnos, entre los que se incluyen los poetas José Ángel Valente y Pura Vázquez. En 1955 se traslada a Madrid. Como protesta ante el régimen dictatorial, Luis Álvarez Piñer se condena a sí mismo al silencio y no vuelve a publicar más que en colaboraciones esporádicas. Aun así, no deja de escribir y mantiene su obra ajena a las corrientes poéticas posteriores, siendo fiel a la estética creacionista pero con una aproximación al clasicismo, cercano a la poesía pura.
Animado por el profesor de la Universidad de Deusto, Juan Manuel Díaz de Guereñu, que realizaba su tesis sobre Juan Larrea cuando le conoció en 1983, publica una antología de sus poemas: En resumen. 1927-1988 (Ed. Pre-Textos, 1990). La obra logra el Premio Nacional de Poesía el año siguiente. En 1995, de nuevo alentado por el profesor Díaz de Guereñu, publica un tomo en la editorial Pre-Textos con la totalidad de su obra poética.
En 2012, se presenta en la "Residencia de Estudiantes" de Madrid, institución a la que había estado muy ligado, un volumen con sus trabajos sobre poetas y poesía, "De la Poesía", editado y prologado por el profesor Juan Manuel Díaz de Guereñu (Univ. de Deusto).

## Obra
- Suite alucinada. Poemas, Imprenta Suc. Ojanguren, Oviedo, 1936.
- En resumen. 1927-1988, Ed. Pre-Textos, Valencia, 1990.
- Tres ensayos de teoría. 1940-1945, Pre-Textos, Valencia, 1992.
- Poesía, Ed. Pre-Textos, Valencia, 1995.
- Memoria de Gerardo Diego (de los cuadernos de Luis Á. Piñer), ed. pról. y notas de Juan Manuel Díaz de Guereñu, Publicaciones de la Residencia de Estudiantes, Madrid, 1999.
- Cartas (1927-1984) Luis Á. Piñer / Gerardo Diego, ed. de Juan Manuel Díaz de Guereñu, Ed. Pre-Textos, Valencia, 2001.